# Jüdischer Friedhof (Erlangen)

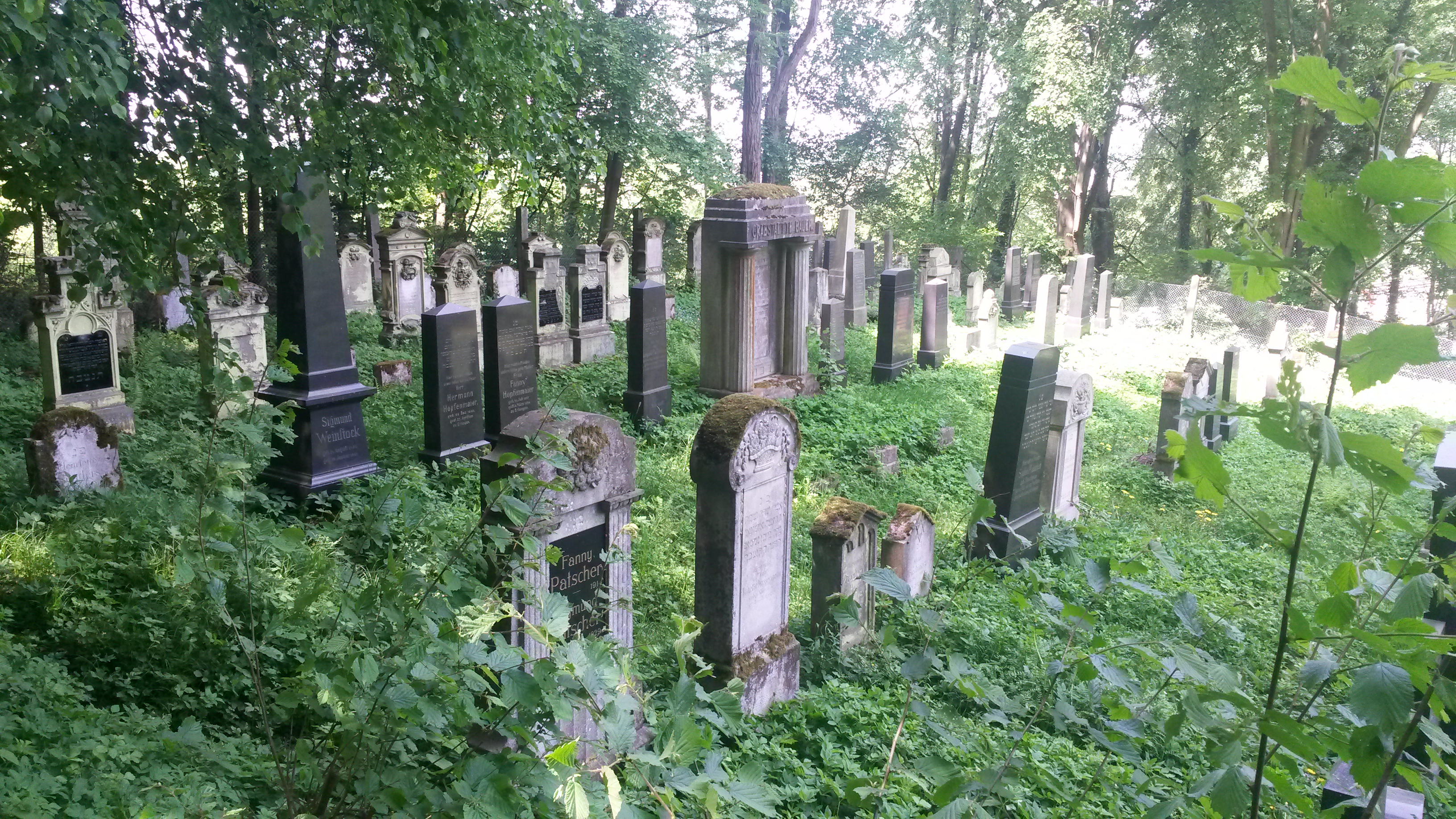
Jüdischer Friedhof in Erlangen

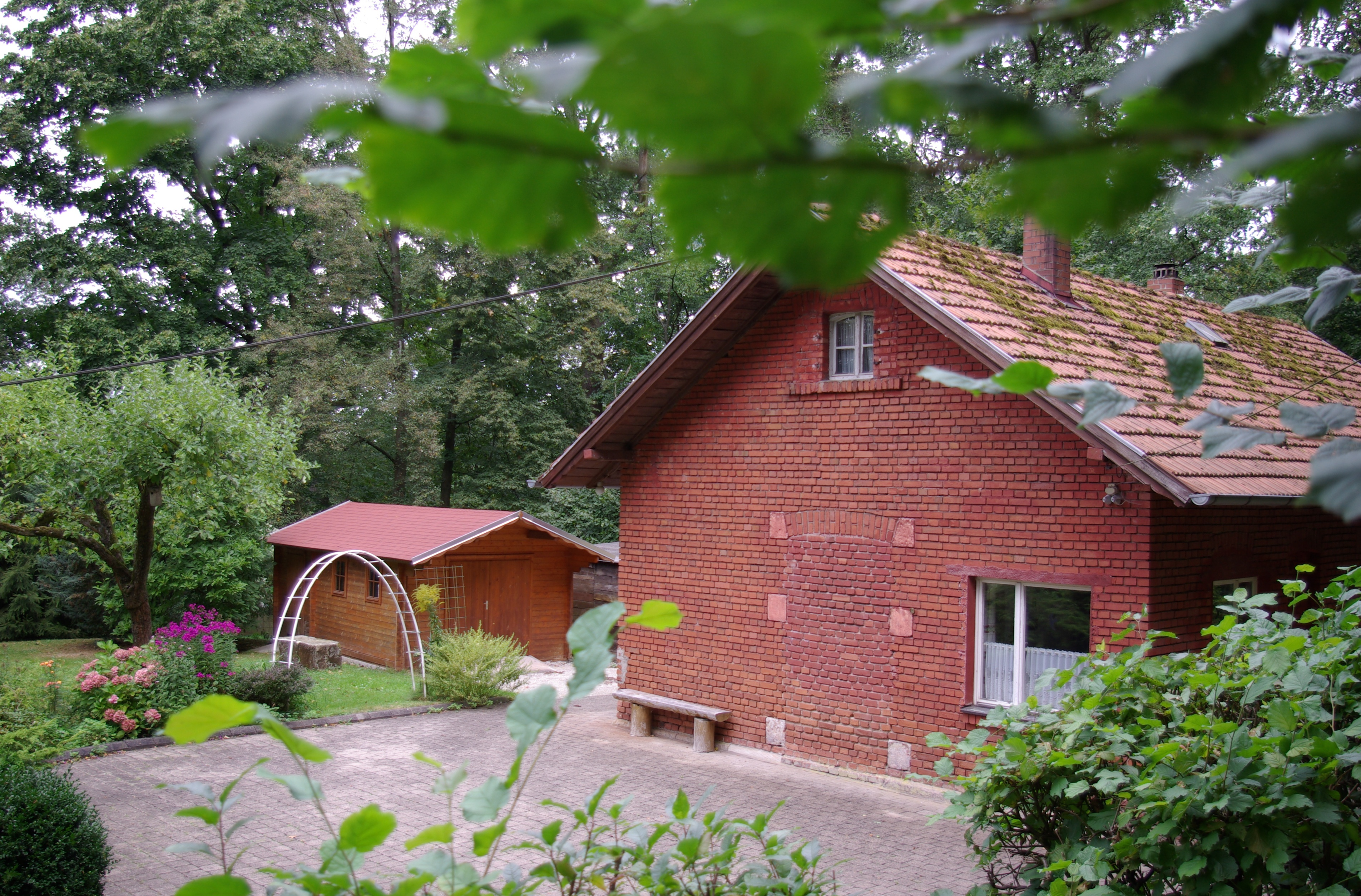
Taharahaus auf dem jüdischen Friedhof in Erlangen

Der Jüdische Friedhof Erlangen in Erlangen, einer Stadt im bayerischen Regierungsbezirk Mittelfranken, wurde 1891 errichtet. Er befindet sich am Nordhang des Burgberges, an der Rudelsweiherstraße.

## Geschichte
Die Jüdische Gemeinde Erlangen bestattete nach ihrer Gründung im Jahre 1873 ihre Toten zunächst auf dem jüdischen Friedhof in Baiersdorf. Nach langen Verhandlungen des Vorstands mit dem Magistrat der Stadt Erlangen konnte ein eigener jüdischer Friedhof in Erlangen angelegt werden, der am 30. September 1891 durch den Rabbiner des Distriktsrabbinats Fürth Jakob Neuburger eingeweiht wurde.
Gleichzeitig mit der Anlage des Friedhofes wurde im Eingangsbereich ein Taharahaus mit einer Friedhofswärterwohnung errichtet. Der Friedhof hat eine Fläche von 27,20 Ar.
Auf dieser Fläche finden sich heute drei unterscheidbare Teilflächen: die zwischen 1891 und 1947 mit alten Grabstätten belegte Fläche im Westen; daran anschließend, aber mit Abstand angelegte Gräberfläche für die Toten der heutigen Jüdischen Kultusgemeinde nach deren Neugründung im Jahr 1997 (dazu siehe weiter unten). Die dritte Teilfläche bildet ein Gartengrundstück mit dem Taharahaus.
Die (erste) Teilfläche mit den alten Gräbern im westlichen Bereich birgt die Gräber von 166 dort bis 1939 nachweisbar bestatteten Menschen. Die Anzahl der im Nordwesten befindlichen Kindergräber ist nicht genau bekannt. Daneben finden sich auf dem Areal Gedenkinschriften auf älteren Epitaphen für Familienangehörige, die Opfer der Shoah geworden sind, darunter z. B. Jenny Rotenstein, die in Theresienstadt umkam. Außerdem lassen sich einige reservierte Grabflächen für Familienangehörige erkennen, denen im Dritten Reich die Flucht aus ihrer Heimat gelungen ist. Bemerkenswert ist das Denkmal für einen im Ersten Weltkrieg in Frankreich gefallenen und dort begrabenen jüdischen Soldaten aus einer Erlanger Familie (Lothar Hopfenmaier). Nach der Befreiung Deutschlands 1945 wurden noch einige jüdische Tote bestattet, von denen nur eine Frau aus Bamberg ein Grabmal (Mazewa) erhielt.

## Zeit des Nationalsozialismus
Der Friedhof wurde im Mai 1939 das erste Mal von Unbekannten geschändet. Einige Wochen danach wurden fast alle Grabsteine umgeworfen, und ein Altmetallhändler stahl nahezu den gesamten metallenen Gräberschmuck. In diesem Zustand fand im September 1939 die letzte Bestattung statt, bevor der Heilige Ort nach zwei bis fünf, meist anonymen, Bestattungen zwischen 1945 und 1947 für Jahrzehnte stillgelegt war.
Als die amerikanische Armee 1945 in Erlangen einrückte, waren unter den Befreiern zwei ehemalige Erlanger als Soldaten dabei, die den Friedhof mit den Gräbern ihrer Ahnen wieder in einen würdigen Zustand versetzen ließen (Max Fleischmann und Leo Dingfelder).

## Heutiger Zustand
Nachdem der Friedhof und das in der NS-Zeit arisierte Taharahaus in den 1950er-Jahren in das Eigentum des Landesverbands der Israelitischen Gemeinden Bayerns überführt worden war, oblag die Pflege des Areals in den kommenden Jahrzehnten der Stadt Erlangen. 1983 errichtete diese ein Gedenkstein für die in der Zeit des Nationalsozialismus vernichtete Erlanger Jüdische Gemeinde. Die Friedhofswärterwohnung war lange Jahre weiter bewohnt. Man beendete diesen Zustand, als sich nach der Neugründung der Jüdischen Kultusgemeinde Erlangen im Jahr 1997 die Notwendigkeit ergab, den Friedhof wieder seiner ursprünglichen Nutzung zuzuführen. Seit 2014 ist die Jüdische Gemeinde von Erlangen wieder rechtmäßige Eigentümerin ihres Friedhofs.
Heute werden in der zweiten Teilfläche des Friedhofs (siehe oben) die Toten der neuen Jüdischen Kultusgemeinde bestattet, die nach ihrer Neugründung im Jahr 1997 entstanden ist, nachdem jüdische Kontingentflüchtlinge aus den ehemaligen sowjetischen Republiken auch nach Erlangen gelangt waren. Mittlerweile zählt man 40 neue Gräber. Die neuen Gräber bieten einen Eindruck zur heute üblichen Sepulkralkultur. Eine der hier bestatteten Personen ist z. B. Ruth Scherk, welche die Gründerin des ersten Montessori-Kindergartens in Berlin gewesen ist.
Das Taharahaus in der dritten Teilfläche des Friedhofs wurde in den Jahren 2015–2017 restauriert und ist seit seiner Weihe durch Rabbiner Schimon Grossberg aus Nürnberg am 25. Juni 2017 ausschließlich zu kultischen Zwecken in Betrieb genommen worden.
Zur Feier der 125-jährigen Wiederkehr der Friedhofsweihe von 1891 wurde am 29. September 2016 im Zugangsbereich zur Friedhofsfläche ein Denkmal aufgestellt, auf dem die Namen der Opfer der Ereignisse des Dritten Reichs mit Erlanger Bezug genannt sind. Ermöglicht wurde Realisierung durch das Mäzenatentum von Erlanger Firmen, Verbänden und Privatleuten.